# Chadlington
Chadlington est un village et une paroisse civile de l'Oxfordshire, en Angleterre. Il est situé dans l'ouest du comté, dans la vallée de l'Evenlode, à 5 km au sud de la ville de Chipping Norton. Administrativement, il relève du district du West Oxfordshire. Au recensement de 2011, il comptait 827 habitants.